# Francis Bitter
Francis Bitter   (Weehawken, 22 de juliol de 1902 - Cambridge, 26 de juliol de 1967) va ser un físic estatunidenc.
Bitter va inventar el plat Bitter utilitzat en imants resistius (també anomenat electroimants Bitter). També va desenvolupar el mètode de refredament de l'aigua inherent al disseny d'imants Bitter. Previ a aquest desenvolupament, no hi havia cap manera de refredar electroimants, limitant el seu màxim flux de densitat.

## Primers anys
Francis Bitter va néixer a Weehawken, Nova Jersey. El seu pare, Karl Bitter, va ser un destacat escultor.

## Educació i carrera primerenca
Bitter va entrar a la Universitat de Chicago el 1919, però va optar per deixar els seus estudis el 1922 amb la finalitat de visitar Europa. Més tard, es va traslladar a la Universitat de Colúmbia i es va graduar el 1925.
Va continuar els seus estudis a Berlín de 1925 a 1926 i va rebre un doctorat a Colúmbia el 1928. A Colúmbia, Bitter va començar la seva fascinació durant tota la vida amb els imants.
En virtut d'una beca del National Research Council, els gasos estudiats de Bitter a Caltech amb Robert Andrews Millikan, de 1928 a 1930. Mentre que a Caltech, es va casar amb Alice Coomara. Ella va tenir un èxit moderat com a cantant sota el nom artístic de Ratan Devi.

El 1930, Bitter va anar a treballar per a Westinghouse, on va treballar en diversos problemes teòrics i aplicats en relació amb el ferromagnetisme.

Amb una beca Guggenheim, Bitter va viatjar a Anglaterra el 1933 i va treballar al laboratori Cavendish de la Universitat de Cambridge. Va treballar amb Peter Kapitza en camps magnètics polsants.
A l'any següent, Bitter va tornar als Estats Units i la seva feina a Westinghouse. Més tard, el 1934, es va unir al Massachusetts Institute of Technology i va seguir realitzant consultes per a la Westinghouse

## Carrera al MIT
Bitter es va unir al Departament de Mineria i Metal·lúrgia com a professor associat el 1934. (El departament és ara coneguda com a Ciència dels Materials i Enginyeria).
Mentre que al MIT, va desenvolupar l'electroimant Bitter que era/és el disseny més potent d'electroimant. Va establir un laboratori d'imant el 1938, on va construir un imant solenoide que va produir un camp constant de 100.000 gauss (10 tesles).
També va treballar en la primera caracterització de l'efecte Zeeman amb George Harrison.
Durant la Segona Guerra Mundial, Bitter va treballar per a l'Oficina Naval d'Artilleria. Sovint va viatjar a Anglaterra per treballar per trobar maneres de desmagnetitzar els vaixells britànics per protegir-los d'un nou tipus de mina alemanya. Aquest nou tipus de mina alemanya utilitzava una agulla d'una brúixola per detonar-la. La mina, es deixaria caure des de l'aire, s'enfonsaria fins al fons del riu i assentar-se allà amb la seva agulla magnètica alineada amb el camp magnètic de la Terra en aquest punt en particular. Quan un vaixell britànic va passar per sobre d'ella, la massa de la nau va fer que l'agulla magnètica a l'interior de la mina es mogui lleugerament. El moviment va ser suficient per detonar la mina i causar una explosió submarina prou potent com per enviar enormes guèisers que literalment va aixecar un vaixell fora de l'aigua i va danyar greument la infraestructura del vaixell. En la seva autobiografia Magnets, The Education Of A Physicist, es va referir a aquesta obra única com a "Desmagnetització de la flota". (És possible que col·laborés amb Francis Crick, que estava investigant el mateix problema.)
Després de la guerra, Bitter va tornar al MIT i es va unir a la facultat del departament de física. Es va convertir en un professor de temps complet el 1951, i des de 1956 fins al 1960, es va exercir com a degà associat de l'escola científica de la MIT. De 1962 a 1965, Bitter va ser mestre a l'internat Ashdown House, residència dels graduats del MIT.

## Llegat
El Francis Bitter Magnet Laboratory, anteriorment un laboratori nacional, a Cambridge es va nomenar en el seu honor.